# 本厚木カンツリークラブ
本厚木カンツリークラブ（ほんあつぎカンツリークラブ）は、神奈川県厚木市飯山に広がるゴルフ場である。

## 概要
1952年（昭和27年）、「若葉会ゴルフ会」が、重電六社と東北電力会社によって発足し、毎月一流のゴルフコースで例会を行っていた。1955年（昭和30年）代、「重電業界のゴルフ場を造ろう」という気運が高まっていった。社長会にお伺いを立てると、三菱電機株式会社・関義長、株式会社東芝・石坂泰三は大賛成、富士電機株式会社・和田恒輔、株式会社日立製作所・倉田主悦は反対と意見が割れた。
1958年（昭和33年）7月11日、理事会において「電気人のゴルフ場」建設が承認された。同年7月16日、財界人が集まり株主会員制の「厚木開発株式会社」が設立された。翌1959年（昭和34年）11月5日、「本厚木カンツリークラブ」が創立された。
ゴルフ場建設用地は、厚木市が誘致した厚木市尼寺原にある用地で、平坦な草原で富士山、大山を望むことができる。ところが、用地買収が終わりかけたとき、農地転用で躓いた。開拓部落の農地転用手続きで、神奈川県知事から不許可が下された。そこで考えたのが、「財団法酪農電化センター」の設立である。酪農を電化する名目で農地を買収し、残った用地にゴルフコースを造ることで許可を取得した。
コースの設計は、赤星四郎に依頼、1961年（昭和36年）11月、コースの造成工事が開始され、翌1962年（昭和37年）11月3日、アウトコースの1番、3番、6番ホールを除く15ホールで仮開場された。その後、酪農電化センターを宮城県蔵王遠刈田の牧場に移転し、1966年（昭和41年）9月1日、18ホールのコースが完成した。

## 所在地
〒243-0213 神奈川県厚木市飯山1700番地

## コース情報
- 開場日 - 1962年11月3日
- 設計者 - 赤星 四郎
- 面積 - 690,000m2（約20.8万坪）
- コースタイプ - 丘陵林間コース
- コース - 18ホールズ、パー72、6,821ヤード、コースレート 72.0
- グリーン - 2グリーン、ベント（ペンクロス）
- プレースタイル - 乗用カート（4人乗り）キャディ・セルフ選択可
- 練習場 - 28打席 230ヤード
- 休場日 - 毎週月曜日、12月31日、1月1日[2][3]

## クラブ情報
- 理事長 - 小野 功
- 支配人 - 山岡 富晴
- ハウス面積 - 3,490m2（1,055.7坪）
- ハウス設計 - 株式会社大建設計
- ハウス施工 - 株式会社竹中工務店・小田急建設株式会社[3][4]

## ギャラリー
- コース - 「本厚木カンツリークラブ」、コースガイド
- ハウス - 「本厚木カンツリークラブ」、施設案内

## 交通アクセス
- 鉄道 - 小田急線 - 本厚木駅南口よりクラブバス利用 約20分
- 道路 - 東名高速道路 - 厚木ICより 7.5km 約25分[5]

## 関連文献
- 『建築と社会 Architecture and society77(4)(889)』、大阪 日本建築協会、1996年4月、2020年7月10日閲覧
- 『ゴルフ場ガイド 東版』2006-2007、「本厚木カンツリークラブ（神奈川県）」、東京 ゴルフダイジェスト社、2006年5月、2020年7月10日閲覧
- 『美しい日本のゴルフコース BEAUTIFUL GOLF CULTURE IN JAPAN 日本のゴルフ110年記念 ゴルフは日本の新しい伝統文化である』、ゴルフダイジェスト社「美しい日本のゴルフコース」編纂委員会編、東京 ゴルフダイジェスト社、2013年12月、2020年7月10日閲覧